# Konkatedra

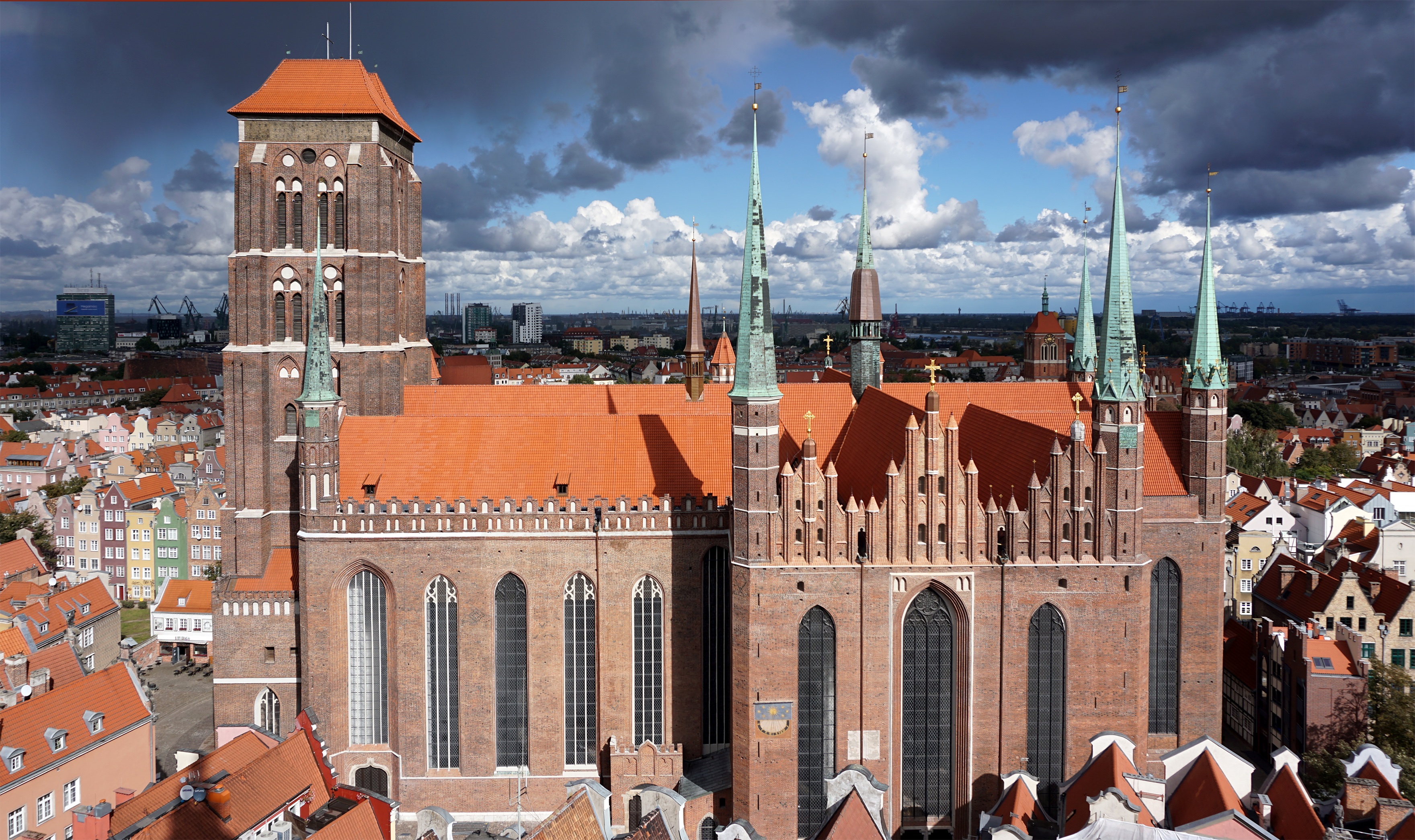
Konkatedra Wniebowzięcia Najświętszej Maryi Panny w Gdańsku

Konkatedra, współkatedra, kościół konkatedralny – drugi kościół archidiecezji lub diecezji, druga siedziba biskupa diecezjalnego, ewentualnie miejsce rezydencji wikariusza biskupiego dla danego miasta (np. biskup Zbigniew Kraszewski, który krótko po powstaniu diecezji warszawsko-praskiej był proboszczem parafii konkatedralnej).
Najczęstszym powodem ustanawiania w diecezji konkatedry są zmiany stolic diecezji (np. konkatedra w Chełmży), chęć wyróżnienia jakiegoś kościoła z uwagi na jego znaczenie w diecezji lub archidiecezji (np. konkatedra w Olsztynie została ustanowiona przy kościele farnym z uwagi na rezydowanie przy nim arcybiskupa warmińskiego), bądź też dwustolicowa diecezja (konkatedra w Kamieniu Pomorskim dla archidiecezji szczecińsko-kamieńskiej, konkatedra w Lubaczowie dla diecezji zamojsko-lubaczowskiej itp.).

## Konkatedry w Polsce

### Kościół katolicki
- Kościół katolicki obrządku łacińskiego

1. konkatedra w Chełmży (diecezja toruńska)
2. konkatedra w Gdańsku (archidiecezja gdańska)
3. konkatedra w Gołdapi (diecezja ełcka)
4. konkatedra w Kamieniu Pomorskim (archidiecezja szczecińsko-kamieńska)
5. konkatedra w Kołobrzegu (diecezja koszalińsko-kołobrzeska)
6. konkatedra w Kwidzynie (diecezja elbląska)
7. konkatedra w Lubaczowie (diecezja zamojsko-lubaczowska)
8. konkatedra w Olsztynie (archidiecezja warmińska)
9. konkatedra w Ostrowie Wielkopolskim (diecezja kaliska)
10. konkatedra w Prabutach (diecezja elbląska)
11. konkatedra w Sokołowie Podlaskim (diecezja drohiczyńska)
12. konkatedra w Stalowej Woli (diecezja sandomierska)
13. konkatedra w Suwałkach (diecezja ełcka)
14. konkatedra w Warszawie (diecezja warszawsko-praska)
15. konkatedra w Zielonej Górze (diecezja zielonogórsko-gorzowska)
16. konkatedra w Żywcu (diecezja bielsko-żywiecka)

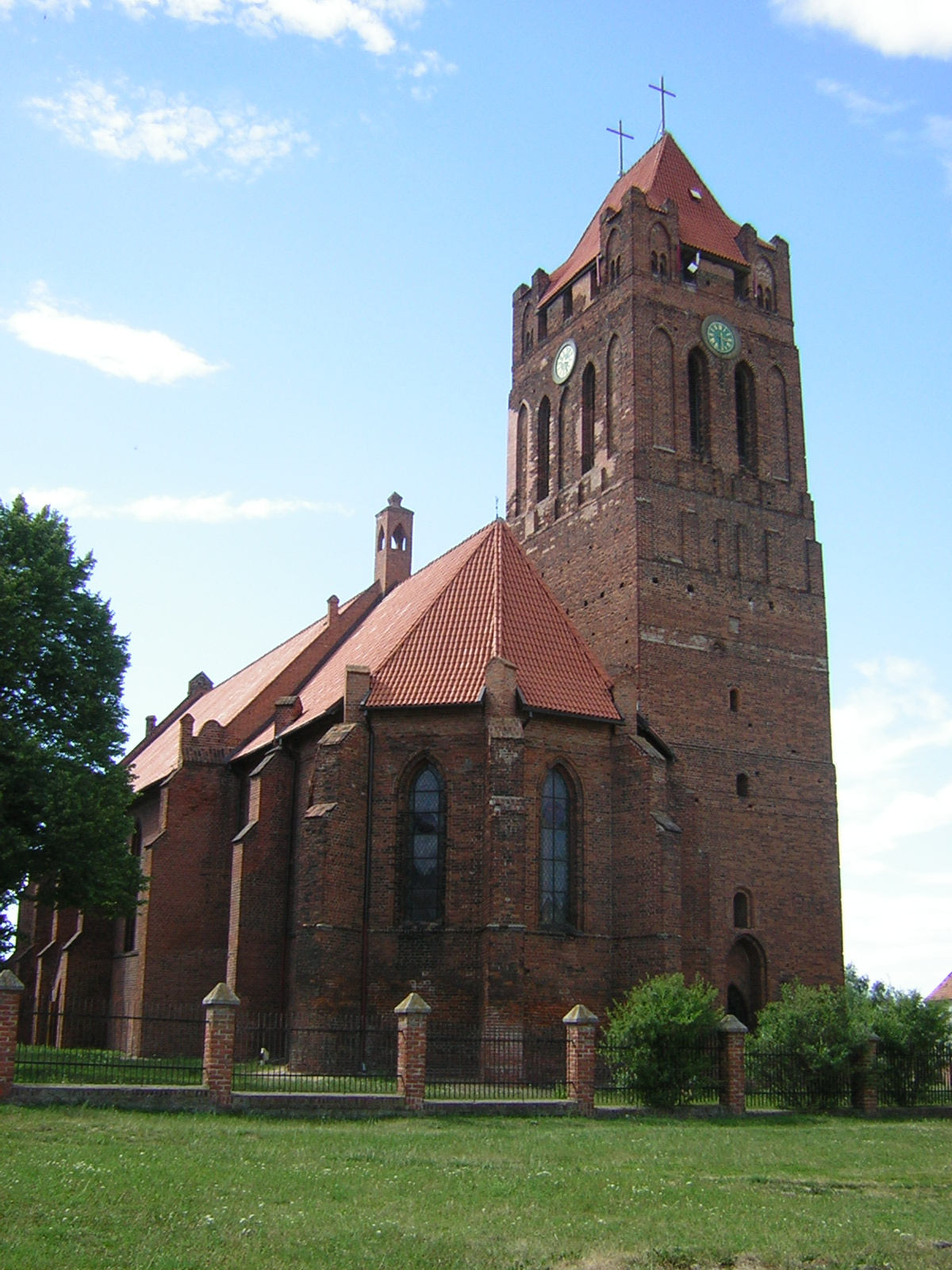
Konkatedra w Prabutach
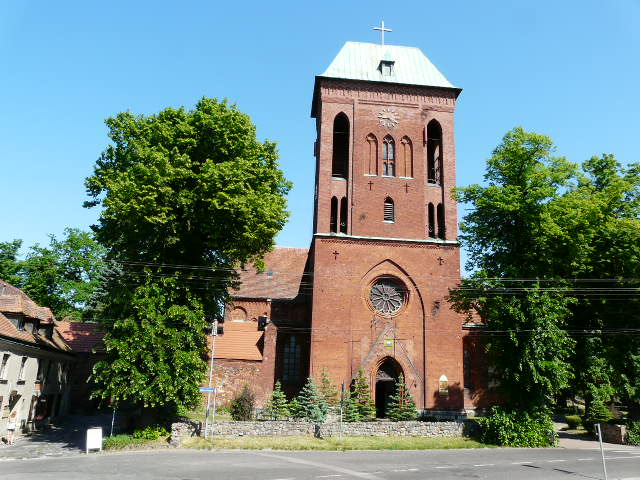
Konkatedra w Kamieniu Pomorskim
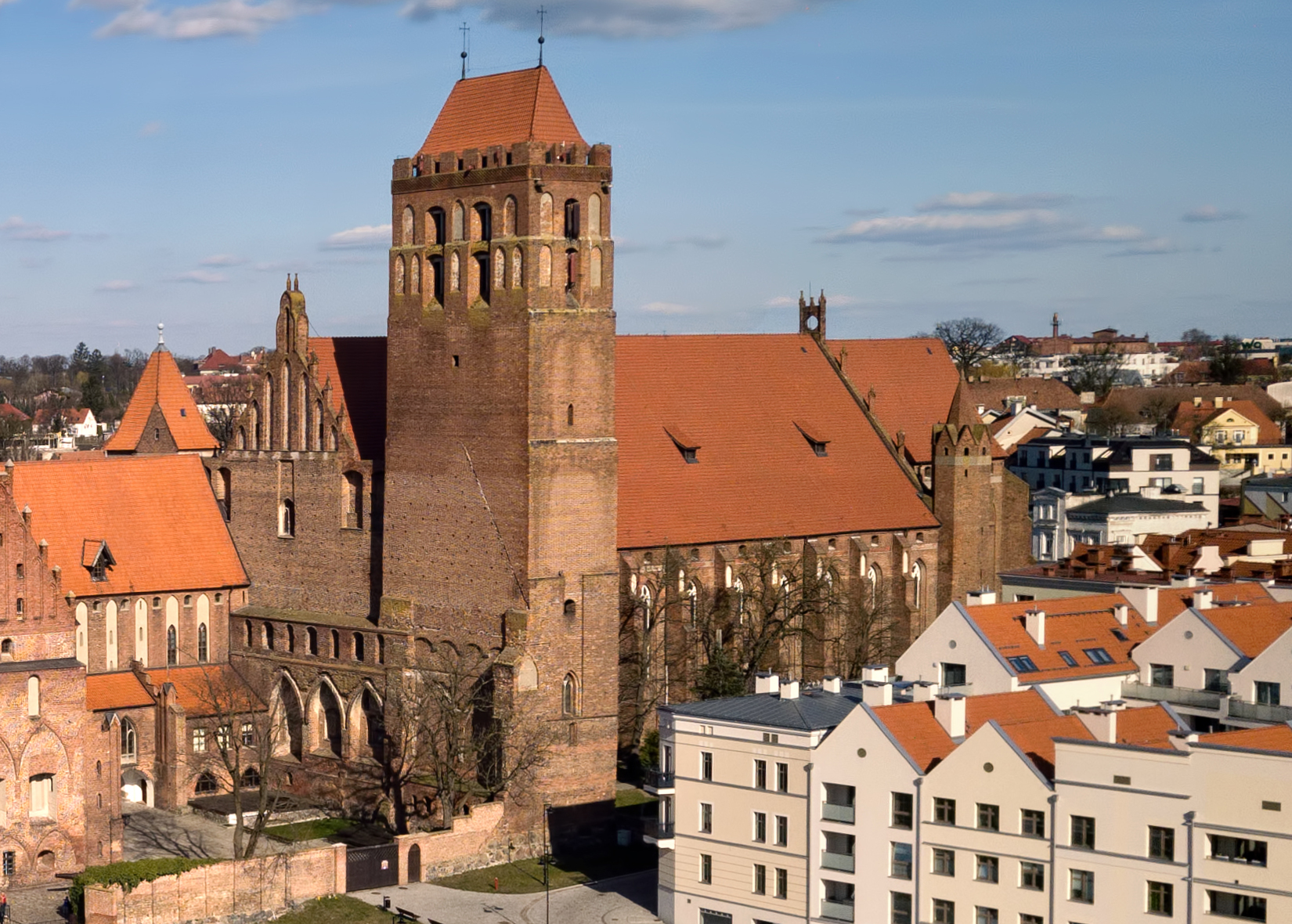
Konkatedra w Kwidzynie
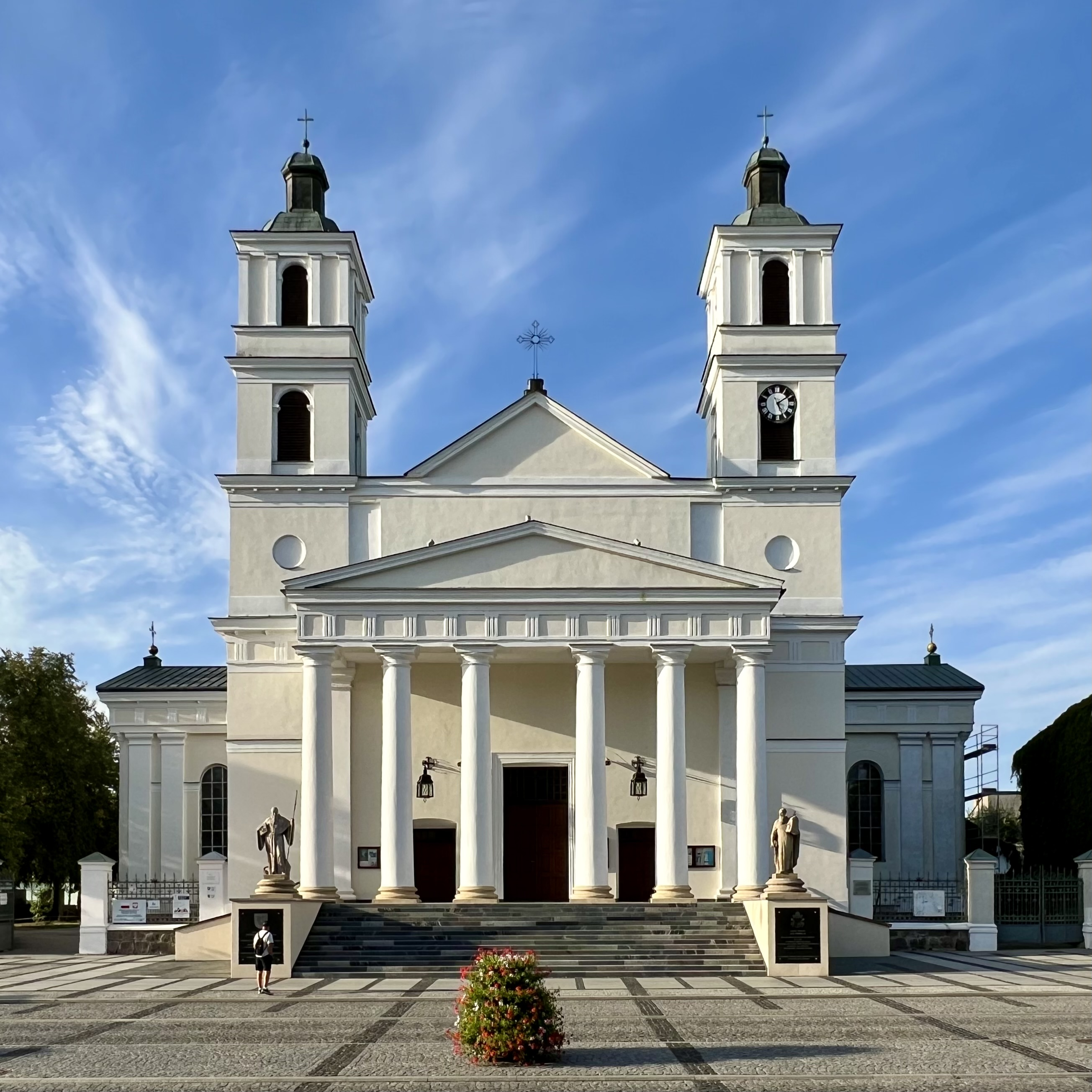
Konkatedra w Suwałkach
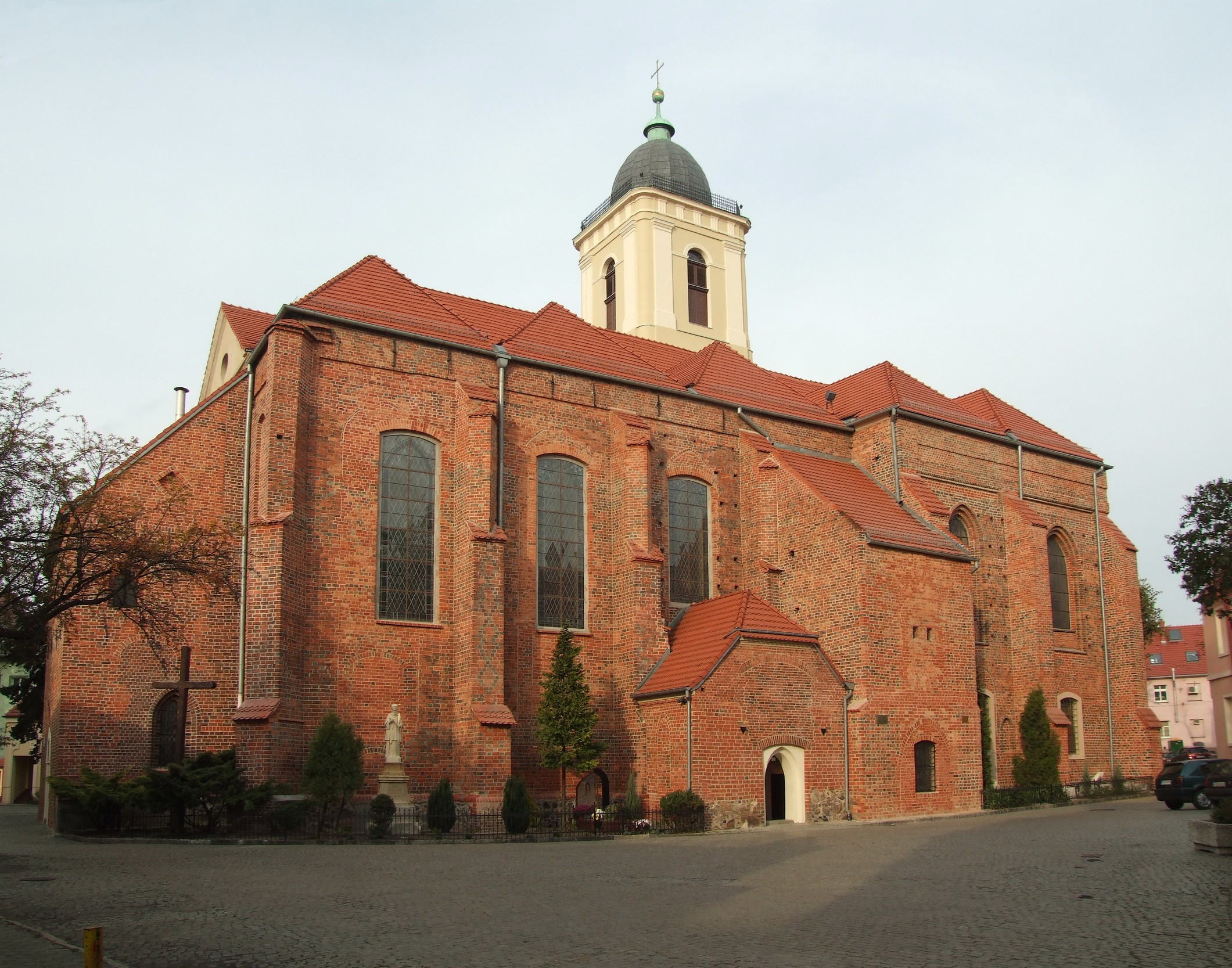
Konkatedra w Zielonej Górze
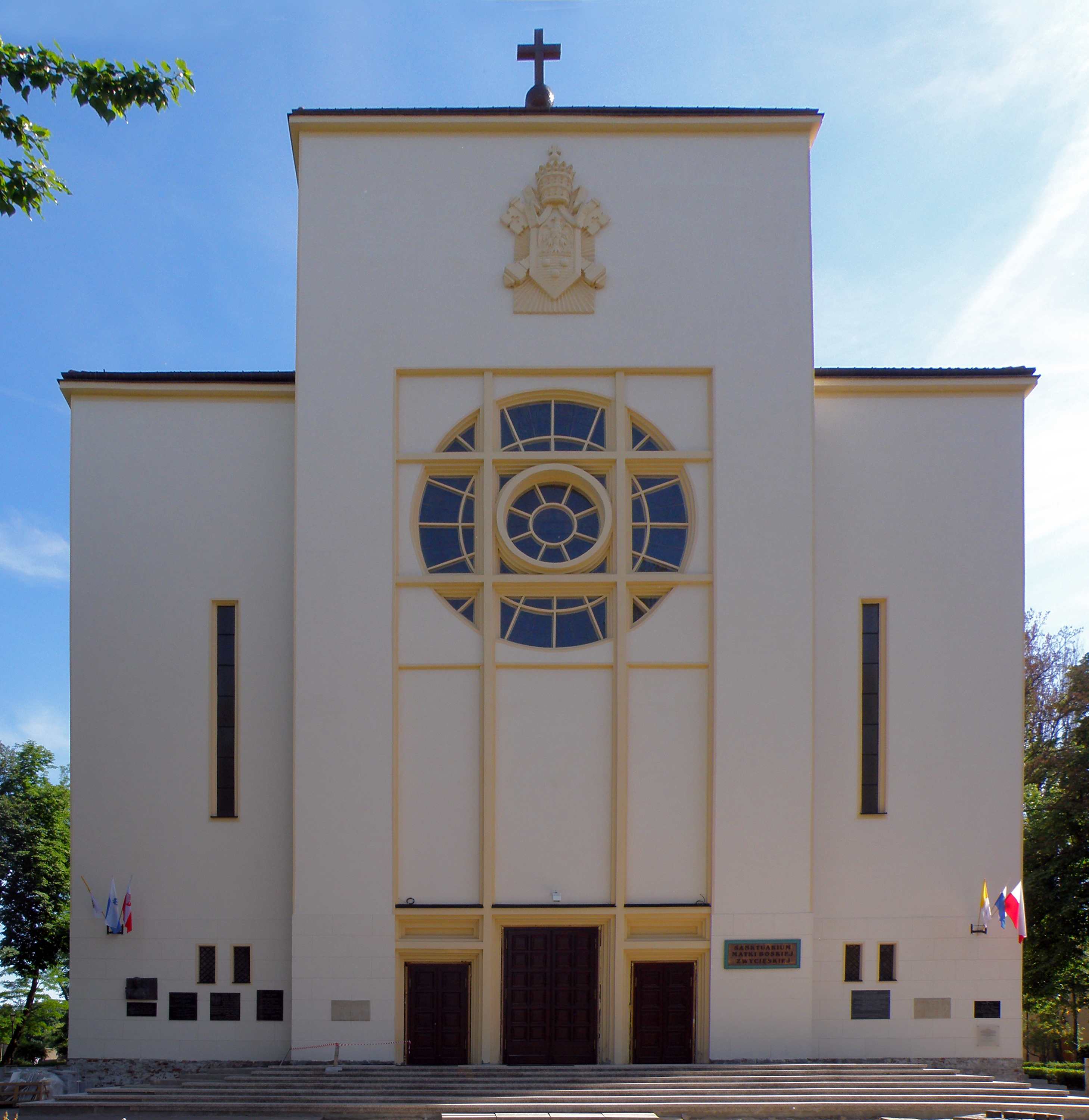
Konkatedra w Warszawie

- Kościół katolicki obrządku bizantyjsko-ukraińskiego

1. konkatedra w Gdańsku (eparchia olsztyńsko-gdańska)
2. konkatedra w Koszalinie (eparchia wrocławsko-koszalińska)

### Kościół prawosławny
- Polski Autokefaliczny Kościół Prawosławny

1. konkatedra Narodzenia Bogurodzicy w Bielsku Podlaskim (diecezja warszawsko-bielska – metropolitalna)
2. konkatedra Zmartwychwstania Pańskiego w Bielsku Podlaskim (diecezja warszawsko-bielska)
3. konkatedra w Chełmie (diecezja lubelsko-chełmska)
4. konkatedra w Gdańsku (diecezja białostocko-gdańska)
5. konkatedra w Piotrkowie Trybunalskim (diecezja łódzko-poznańska)
6. konkatedra w Przemyślu (diecezja przemysko-gorlicka)
7. konkatedra w Poznaniu (diecezja łódzko-poznańska)
8. konkatedra w Szczecinie (diecezja wrocławsko-szczecińska)